# 唐爱陆
唐爱陆（1872年 — 1944年），清朝末年民国初年革命家、实业家。曾创办中国第一家“国货公司”。

## 生平简历
浙江省宁波镇海县小港村人。唐爱陆是清朝末年秀才，因不满清朝腐败，弃科举而投身革命。加入同盟会，参加辛亥革命。曾在武昌起义中担任后勤要职。
1912年，唐爱陆在汉口筹资创办宁波同乡会子弟在武汉的旅汉公学。1913年，创办爱国公司，专卖国货，是为中国第一家国货公司。并积极支持1923年爆发的二七大罢工。
北伐时期，唐爱陆出任汉口特别市国民党党部的常务委员和劳动部长，后又担任民商部长。“清党”时因牵连而隐退，回乡避居，担任小港村村长。
抗日战争爆发后，积极参加抗日救援运动。在上海反对卖国投荣的伪市长傅筱庵，并敦促当局没收其身后财产。1944年，因积劳逝世于陪都重庆。